# Bareina
Bareina (arabisch برينة) ist eine Stadt im Südwesten Mauretaniens. Die Stadt hat 15.000 Einwohner. Sie entstand im 18. Jahrhundert.